# 25725 McCormick
25725 McCormick este un asteroid din centura principală de asteroizi.

## Descriere
25725 McCormick este un asteroid din centura principală de asteroizi. A fost descoperit pe 7 ianuarie 2000 la Socorro, New Mexico, în cadrul proiectului LINEAR. Asteroidul prezintă o orbită caracterizată de o semiaxă mare de 2,30 ua, o excentricitate de 0,19 și o înclinație de 6,0° în raport cu ecliptica.